# Bessières
Bessières è un comune francese di 3 211 abitanti situato nel dipartimento dell'Alta Garonna nella regione dell'Occitania.

## Società

### Evoluzione demografica
Abitanti censiti

## Monumenti

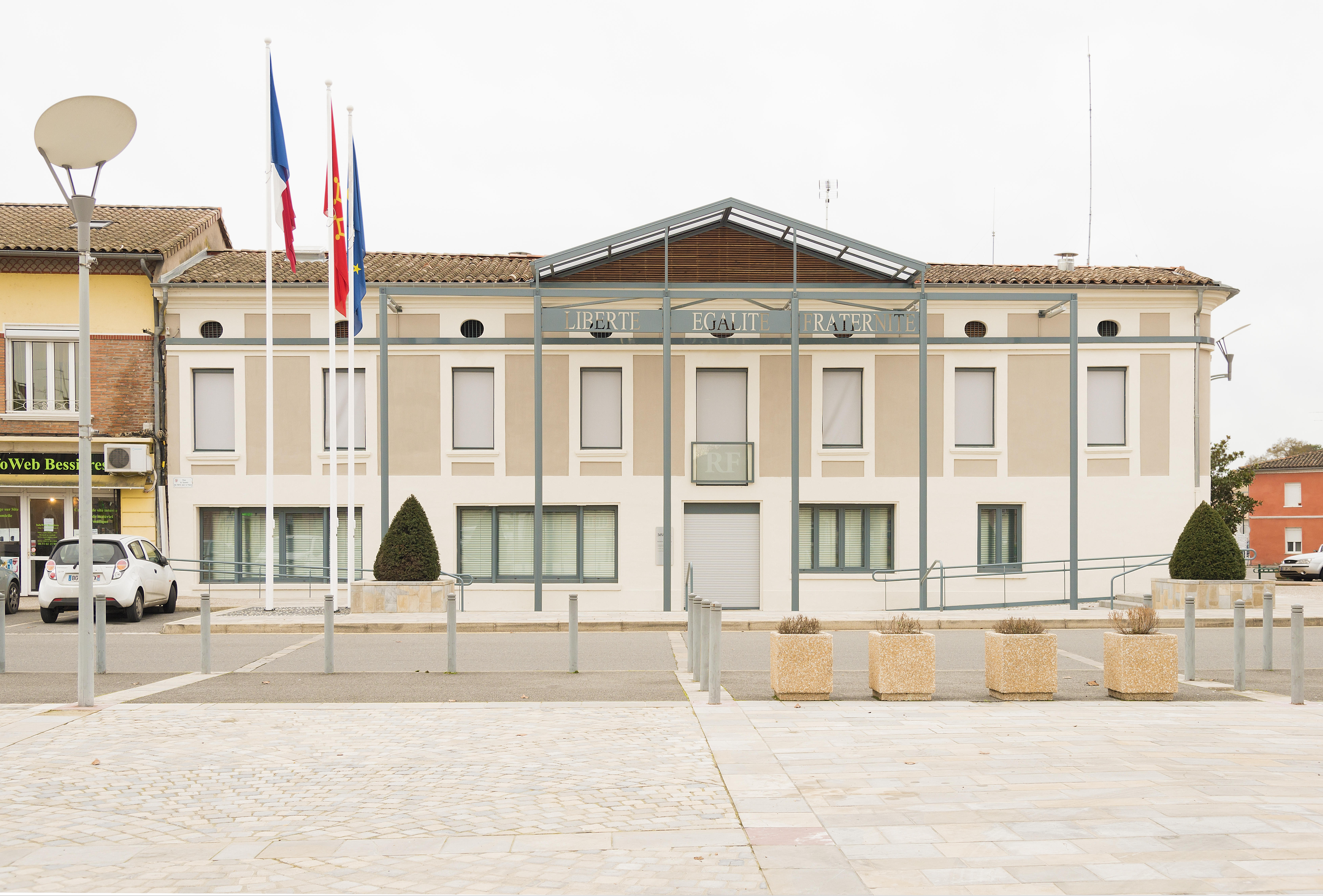
Il municipio.
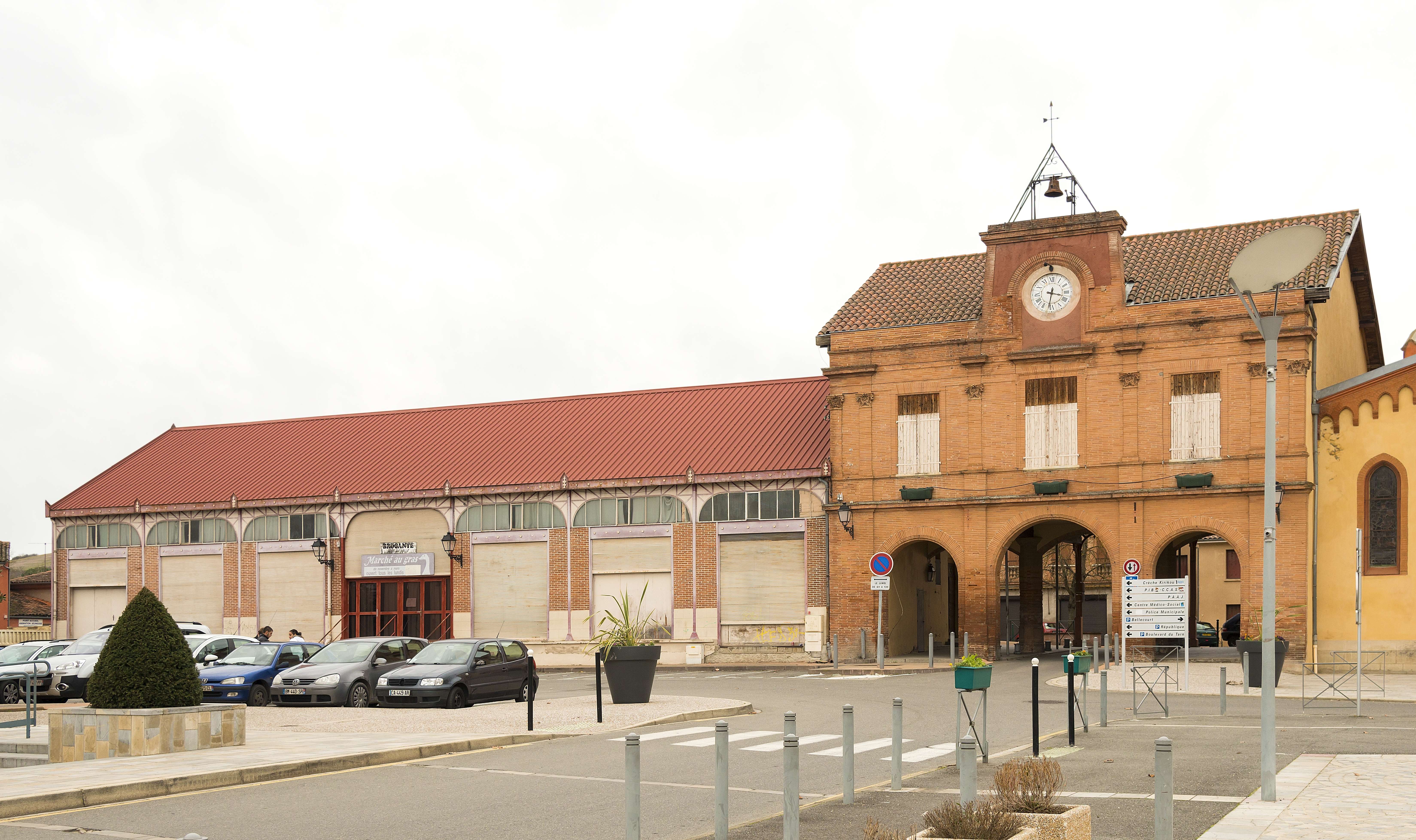
Il mercato.
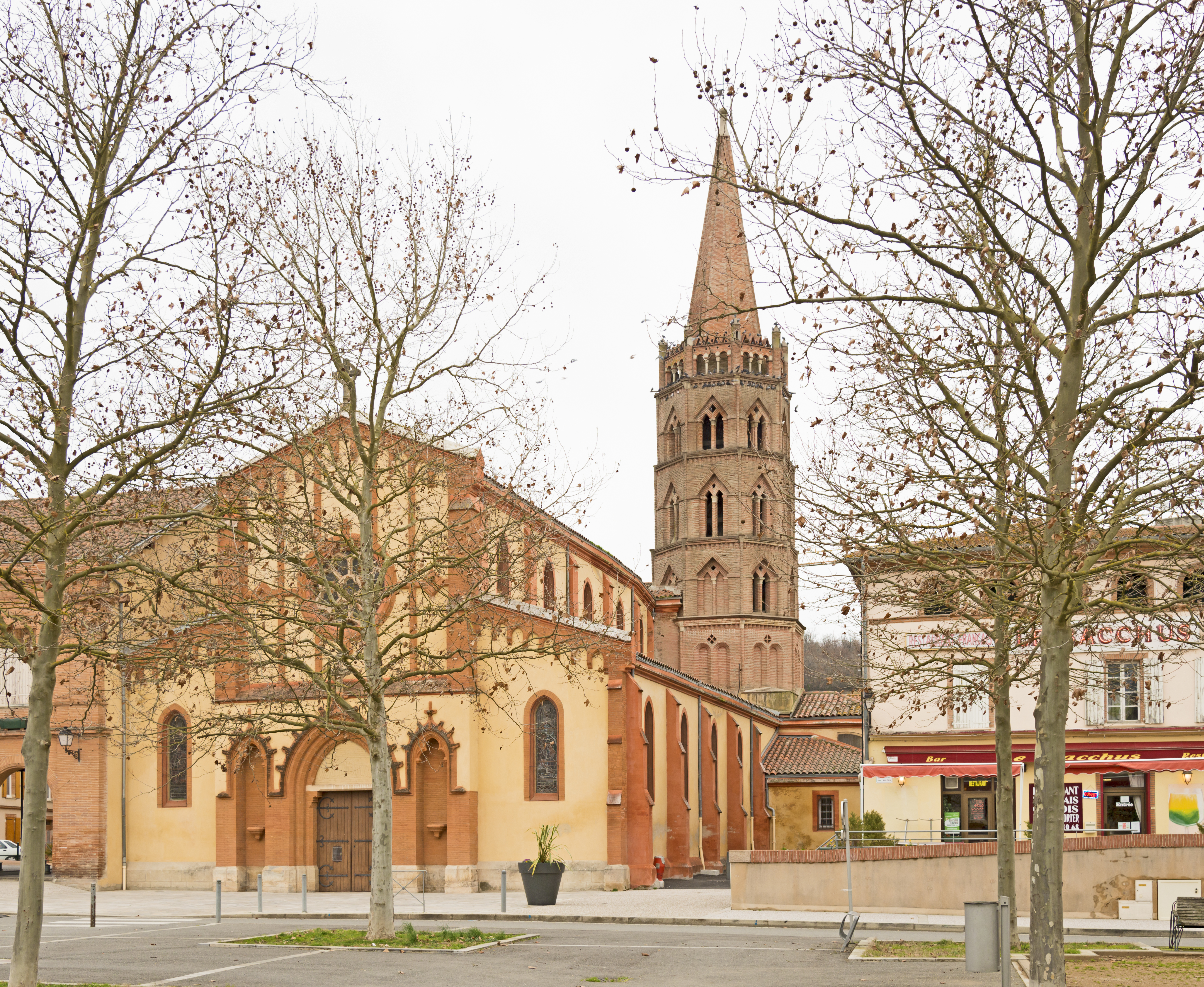
La Chiesa.
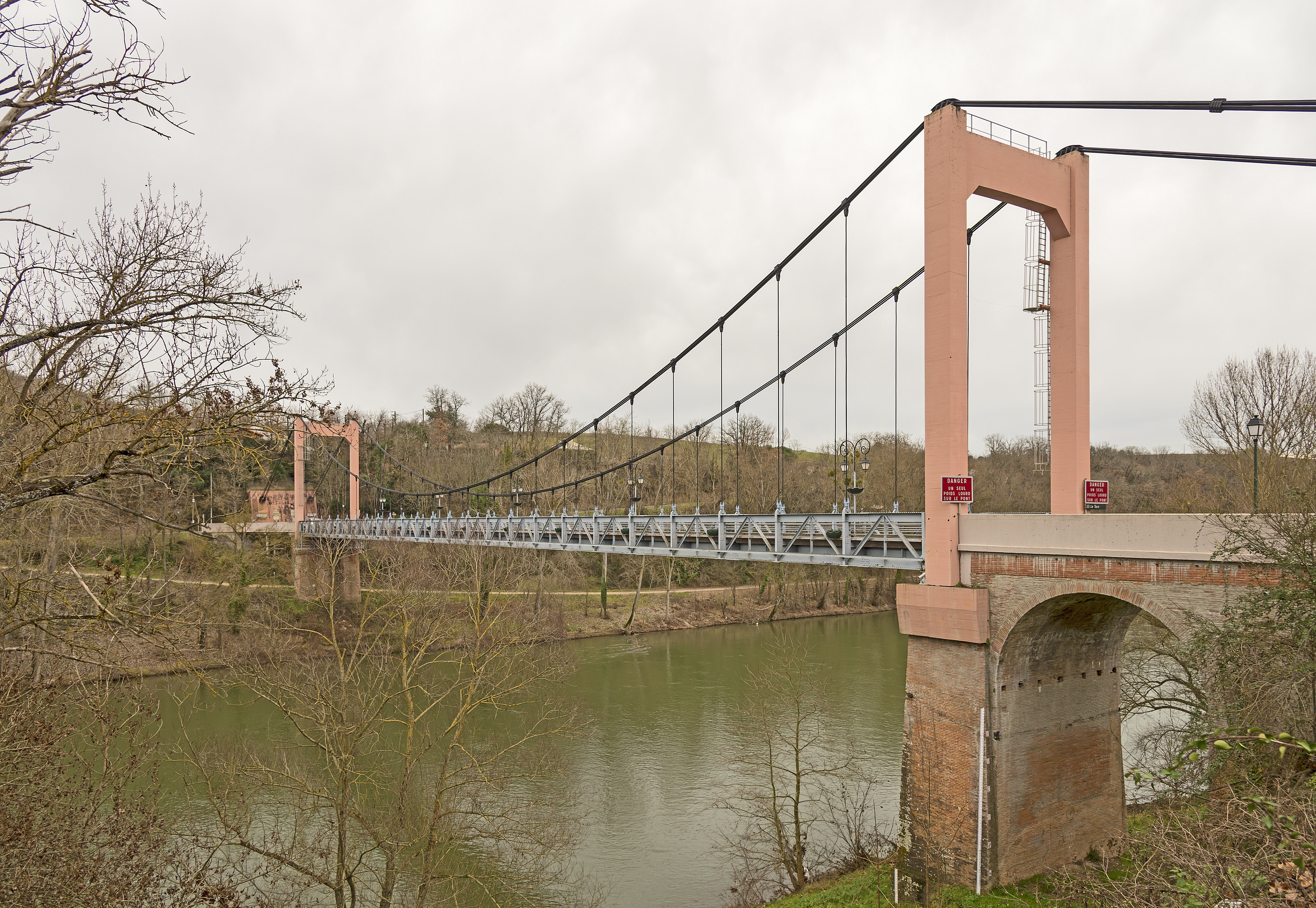
Il ponte.